# 瓦拉瓦拉 (伊利諾伊州)
瓦拉瓦拉（英語：Walla Walla）是位於美國伊利諾伊州坎伯蘭縣的一個非建制地區。該地的面積和人口皆未知。

## 地理
瓦拉瓦拉的座標為39°12′03″N 88°11′32″W / 39.20083°N 88.19222°W，而該地的平均海拔高度為179米（即587英尺）。